# Santa Cristina (Folgosa)
Santa Cristina, anteriormente Santa Cristina do Vale do Coronado, é um lugar da freguesia de Folgosa no concelho da Maia.

## História
Paróquia autónoma, durante a Idade Média, nas Inquirições de 1258 surge-nos composta por 8 casais (em Santa Cristina) e mais 4 em Real.
Até ao século XVI foi uma paróquia autónoma.
Segundo versão difundida pela Junta de freguesia local, aquando da sua extinção, foi dado a escolher à sua população a que freguesia queria pertencer, se a Folgosa se a São Pedro Fins. Por longas disputas entre as populações da recém extinta e de São Pedro de Fins, a escolha recaiu em Folgosa.
No entanto, a explicação mais natural para a anexação da antiga freguesia de Santa Cristina do Coronado à freguesia de Folgosa tem a ver com o facto de o direito de padroado (direito de nomear o pároco e cobrar os impostos religiosos) de ambas as freguesia pertencer ao Mosteiro de Santo Tirso, enquanto que o direito de padroado sobre a freguesia de São Pedro Fins (que separa os dois territórios) pertencer ao Mosteiro de Rio Tinto e depois ao Mosteiro de São Bento de Avé Maria do Porto.
O seu território encontra-se geograficamente separado do corpo principal da freguesia de Folgosa pelo lugar de Arcos (da freguesia de São Pedro Fins), que no alto de São Miguel o Anjo confina com a freguesia de Alfena.

## Património
- Capela de Santo Ovídio
- Parque de Santo Ovídio

## Festividades
Santo Ovídio e Santa Cristina, ambos com festa no 1º Domingo de Setembro.